# Cephalops imperfectus
Cephalops imperfectus är en tvåvingeart som beskrevs av Becker 1921. Cephalops imperfectus ingår i släktet Cephalops och familjen ögonflugor.
Artens utbredningsområde är Italien. Inga underarter finns listade i Catalogue of Life.